# Meet John Doe
Meet John Doe (en Argentina y en España, Juan Nadie; en Venezuela, ¿Conocen a John Doe?) es una película estadounidense de 1941 dirigida y producida por Frank Capra, y con Gary Cooper y Barbara Stanwyck como actores principales. 
La película versa sobre un vagabundo que se convierte en una primera figura de opinión mediante los manejos de una joven periodista y un empresario con ambiciones políticas. La película fue un éxito comercial y fue candidato a un Premio de la Academia al mejor guion original (para Richard Connell y Robert Presnell Sr.). 
Si bien la película es menos conocida que otros clásicos de Capra, hasta el día de hoy está muy bien considerada. Ocupa el puesto número #49 en Anexo:AFI's 100 años... 100 inspiraciones.

## Argumento
Cuando un poderoso empresario compra un periódico y despide a casi todo el personal que allí trabajaba, una audaz periodista, llamada Ann, decide publicar en su último artículo una carta falsa en la que se anuncia el suicidio de uno de los empleados despedidos la cual firma con el nombre de Juan Nadie. El éxito del artículo es tal que el periódico decide buscar un Juan Nadie y para esto contrata a un vagabundo, antiguo jugador de béisbol que acaba convirtiéndose en un personaje muy popular que luego será considerado un líder de opinión.El cual no está solo, sino que tiene a su mejor amigo (Walter Brennan) que le recordará qué cosas son importantes en la vida. Cuando el protagonista descubre de qué juego está siendo víctima piensa en suicidarse ante sus seguidores.

## Reparto
- Gary Cooper: Long John Willoughby / John Doe.
- Barbara Stanwyck: Ann Mitchell.
- Edward Arnold: D. B. Norton (jefe de Ann Mitchell)
- Walter Brennan: el coronel.
- Spring Byington: la señorita Mitchell.

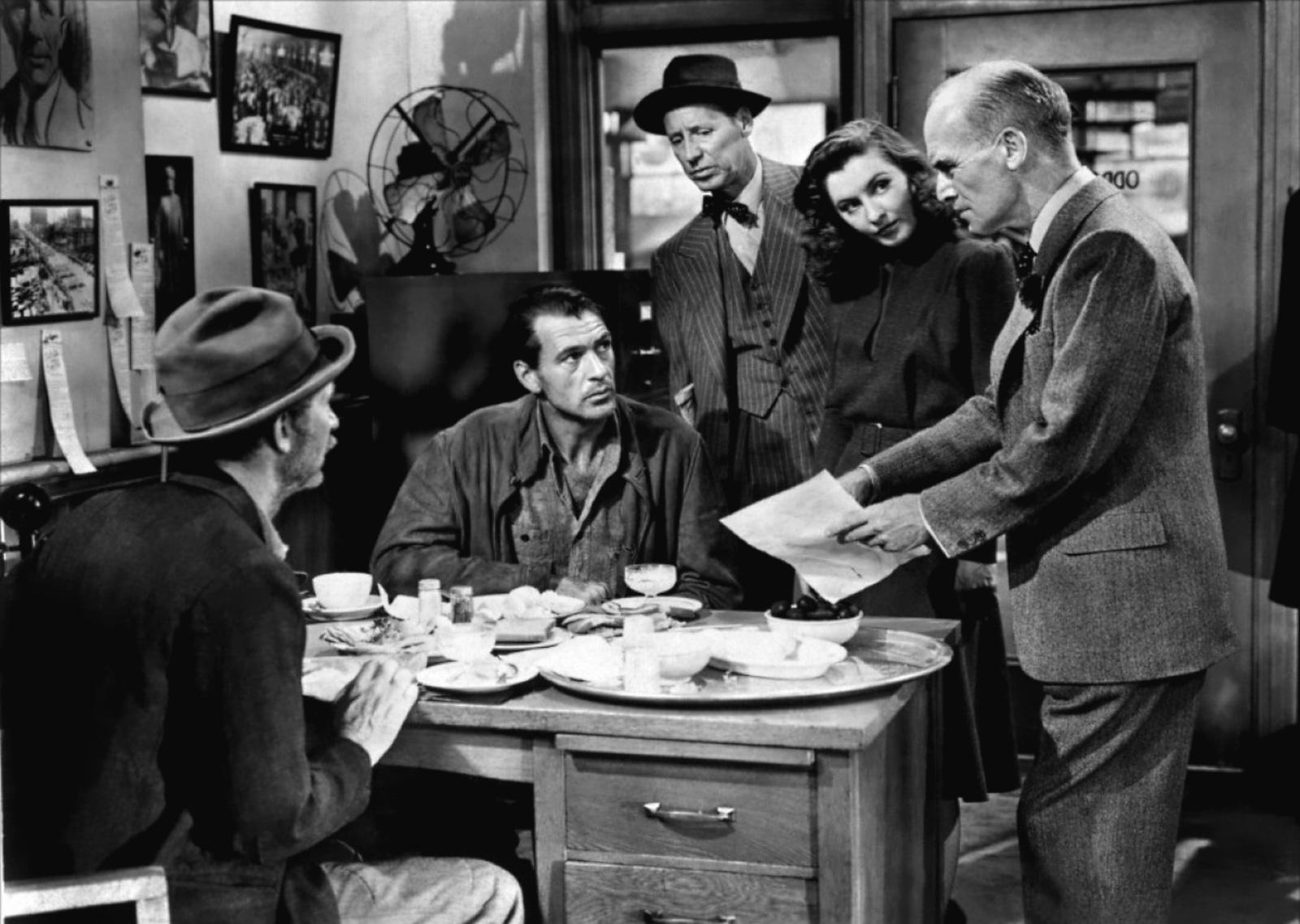
Walter Brennan, G. Cooper, Irving Bacon, B. Stanwyck y James Gleason.

- James Gleason: Henry Connell.
- Gene Lockhart: el alcalde Lovett.
- Rod La Rocque: Ted Sheldon.
- Irving Bacon:[1] Beanie.
- Regis Toomey: Bert Hansen.
- J. Farrell MacDonald: Sourpuss.
- Harry Holman:[2] el alcalde Hawkins.

## Meet John Doey su relación con el New Deal
La llegada de la Gran Depresión originada en los Estados Unidos, como consecuencia de la caída de la bolsa el 29 de octubre de 1929, supuso un gran golpe para los ciudadanos norteamericanos.
Tal es así que el presidente Franklin D. Roosevelt diseñó y presentó un programa de reformas llamado "New Deal" o Nuevo pacto, que contaba con una serie de medidas dispuestas a resolver la gran depresión en la que estaba sumida la economía estadounidense en aquel entonces.
Este nuevo pacto trataba de relanzar aquella economía devastada a través de ayuda a millones de trabajadores que se habían quedado sin empleo e impedir la quiebra de muchas empresas y el estancamiento económico.
El New Deal propuesto por el presidente Roosevelt contaba con disposiciones que serían implementadas durante los primeros cien días de su mandato, sin embargo las mismas fueron tomadas en cuenta e implementadas a lo largo de varios años.
La recuperación tras aquella depresión no sólo debía de ser económica y social, sino también tenía que lograrse una reparación a nivel civil y moral de aquellos miles de ciudadanos y trabajadores trastocados por aquella situación.
El programa presentado por el presidente Roosvelt contó con el apoyo y adhesión de un gran número de artistas, escritores y cineastas. Entre los cuales se puede mencionar al director de cine Frank Capra. Director de películas como Qué bello es vivir, Sucedió una noche, El secreto de vivir y Juan Nadie entre otras, logró en sus films difundir la idea optimista que proponía el presidente Roosevelt en sus discursos. Las mismas tenían como objetivo destacar la importancia de la libertad individual de los sujetos que las interpretaban y a su vez, acentuar la idea que con mínimos actos, éstos podían influenciar a la sociedad en general. A su vez hacían referencia a que una sola persona con entusiasmo, talento y fe nunca podía fracasar.
Capra parecía convencido de que la bondad se encontraba en todas las personas y sostenía que esa era la clave para cambiar al mundo, aunque fuera a partir de actos mínimos e individuales, por lo que no defendía doctrinas sociales ni ideologías políticas. Sin embargo la película Juan Nadie se presenta como una de las grandes comedias de Frank Capra, en la que se hacen presentes reflexiones sobre la sociedad, la política, los medios de comunicación y las trampas de los sistemas políticos de aquellas épocas.

## Meet John Doe: un film clásico del cine de Hollywood
El cine clásico de Hollywood, está conformado a partir de normas y reglas específicas que lo caracterizan y permiten la consolidación de éste como un estilo propiamente dicho.
Para la conformación de un estilo propio deben tenerse en cuenta elementos compositivos de la imagen y componentes de la narración entre otros.
El denominado cine clásico de Hollywood (Bordwell, Staiger y Thompson, 1997):

“consiste en una serie de normas estilísticas ampliamente aceptadas que soportan un sistema integral de producción cinematográfica que a su vez las soporta a ellas. Estas normas constituyen una determinada serie de supuestos acerca de cómo debe comportarse una película, acerca de qué historias debe contar y cómo debe contarlas, acerca del alcance y las funciones de la técnica cinematográfica y acerca de las actividades del espectador. Estas normas formales y las funciones se crearán, tomarán forma y encontrarán apoyo dentro de un modo de producción: un conjunto característico de objetivos económicos, una división específica del trabajo y modos particulares de concebir y ejecutar el trabajo cinematográfico.”

Como objetivo principal, el cine clásico estadounidense pone énfasis en la narración de una historia, las mismas deben ser comprensibles, lineales y sin ambigüedades. Según Bordwell, Staiger y Thompson en el libro El cine clásico de Hollywood: estilo cinematográfico y modo de producción hasta 1960:

“Narrar una historia es la preocupación formal básica (…); que la unidad es un atributo básico de la forma fílmica; que el cine de Hollywood pretende ser ‘realista’ tanto en el aristotélico (fidelidad a lo probable) como en el naturalista (fidelidad al hecho histórico); que el cine de Hollywood intenta disimular su artificio por medio de técnicas de continuidad y una narrativa ‘invisible’; que la película debe ser comprensible y no debe presentar ambigüedades; y que posee un atractivo emocional que trasciende clases y naciones”.

Sin bien se destaca como un cine altamente narrativo, dicha narración debe incidir en el espectador sin que este se percate de su presencia, es decir que el mismo debe reconstruir la unidad de lo que ha sido fraccionado. Sobre la narrativa, Amiel señala al respecto: 

sólo propone fragmentos al interlocutor para que éste pueda referirse, inmediatamente, a la totalidad sugerida. Pero esto sólo es posible si existente entre cada uno de los fragmentos, así como en relación con la totalidad, relaciones obvias, lazos muy estrechos. La idea de continuidad resulta por lo tanto indispensable para este principio de desglose: continuidad cronológica entre los planos que se suceden, pero también continuidad lógica entre los primerísimos primeros planos y los grandes planos generales, como entre los varios trozos de acción o del mundo que son representados por separado.

Además deben tomarse en cuenta elementos como el espacio (lugar), el tiempo, los personajes que componen las historias narradas, las acciones y sucesos (causa y efectos), las motivaciones, los deseos de los personajes.
La película Juan Nadie dirigido por el italiano Frank Capra, entre otros films de su autoría presenta ciertas características o rasgos propios del estilo clásico de Hollywood, mientras que divergen en otros tantos. 
La película narra una historia, con un gran atractivo emocional, otra característica destacable del cine norteamericano, en la misma se hace hincapié en la continuidad cronológica entre los planos que se suceden.
Otra característica que se observa en la película es el empleo de primeros planos y plano americano, en muchas ocasiones se observan compositivamente los personajes centrados en la escena.
El cine clásico de Hollywood presenta la mayoría de las veces en sus films dos líneas narrativa: por un lado, la historia particular de cada personaje, y, por otro lado, el romance; es el caso de esta película: cuenta la historia del vagabundo y cómo es engañado, y por otro lado su romance con la joven periodista.